# 桑塞尔 (葡萄酒产区)

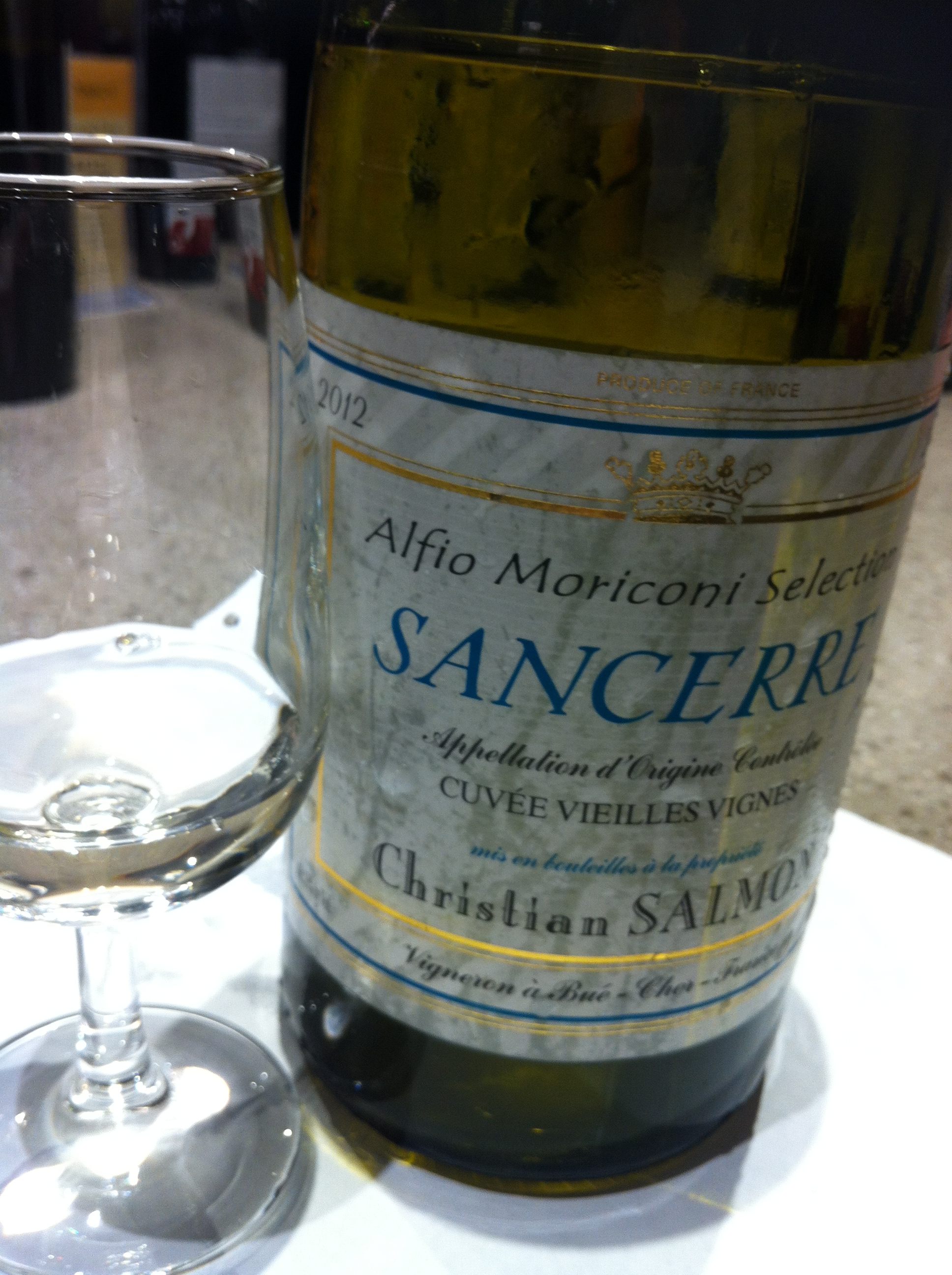
桑谢尔长相思葡萄酒

桑塞尔（法語：Sancerre，法語發音：[sɑ̃sɛʁ] ⓘ）是位于法国卢瓦尔河西岸桑塞尔地区的葡萄酒法定产区，比邻卢瓦尔河东岸的普伊芙美产区。
桑塞尔产区于1936年起成为法定产区，主要以由长相思葡葡酿成的干白葡萄酒而闻名。此外，该产区也种植黑比诺葡萄（占约五分之一），并出产由此酿成的干红葡萄酒与桃红葡萄酒。